# Долна-Рибница
Долна-Рибница (болг. Долна Рибница) — село в Благоевградской области Болгарии. Входит в состав общины Петрич. Находится примерно в 11 км к северо-западу от центра города Петрич и примерно в 64 км к югу от центра города Благоевград. По данным переписи населения 2011 года, в селе  проживал 361 человек.

## Население
| Год     | 1934 | 1946 | 1956 | 1965 | 1975 | 1985 | 1992 | 2001 | 2011 |
| ------- | ---- | ---- | ---- | ---- | ---- | ---- | ---- | ---- | ---- |
| Жителей | 578  | 706  | 849  | 827  | 816  | 614  | 540  | 452  | 361  |

| Национальность | Человек | Процент |
| -------------- | ------- | ------- |
| болгары        | 297     | 98,34%  |
| другие         | 5       | 1,66%   |
| Всего ответов  | 302     |         |

|  |